# Jeffrey Weissman

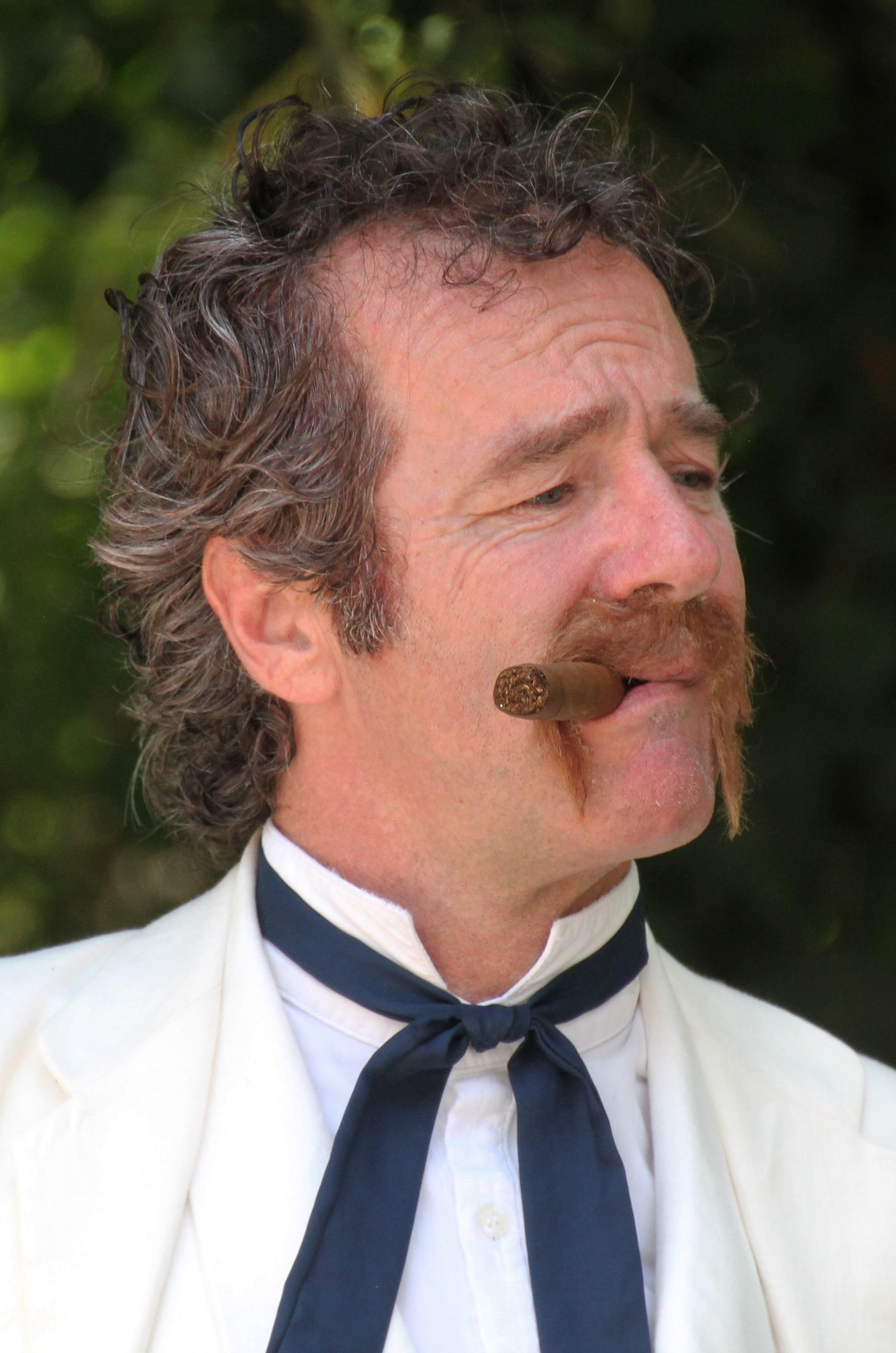
Jeffrey Weissman als Mark Twain, 2015

Jeffrey Weissman (* 2. Oktober 1958 in Santa Monica, Kalifornien) ist ein US-amerikanischer Schauspieler.

## Leben und Karriere
Seit 1973 ist Weissman als Schauspieler tätig, im Jahr 1978 machte er sein Filmdebüt. Eine seiner bekanntesten Rollen spielte er als George McFly in den Kinofilmen Zurück in die Zukunft II (1989) und Zurück in die Zukunft III (1990). Er ersetzte Crispin Glover, der die Rolle im ersten Film von Zurück in die Zukunft gespielt hatte, sich aber im Vorfeld des zweiten Films in einem Streit um Gagenforderungen mit den Produzenten überworfen hatte. Weitere bekanntere Rollen hatte Weissman an der Seite von John Lithgow in Unheimliche Schattenlichter (1983) und als Teddy Conway in Pale Rider (1985).
Im Fernsehen war Weissman als Gaststar in verschiedenen Serien zu sehen, so in Agentin mit Herz, Max Headroom, Dallas, The Man Show, mit Dick Van Dyke in Diagnose: Mord und als Schrei-Guru in California High School. Nach 1991 zog er sich für einige Jahre aus dem Filmgeschäft zurück und konzentrierte sich auf die Theaterarbeit. Seit den 2000er-Jahren spielt er hauptsächlich in Independentfilmen. 2008 bekam er gute Kritiken in der Rolle des Winzers Gerry Hannon in der Spielfilm-Mockumentary Corked!. Weissman ist weiterhin auf der Bühne und im Film und Fernsehen aktiv.
Neben Schauspielrollen lehrt er in den Bereichen von Commedia dell’arte bis zur Filmtechnik. Ebenso lehrt Weisman Filmschauspiel, Regie, Drehbuch und Improvisationstheater an der San Francisco School of Digital Film Making.

## Filmografie (Auswahl)
- 1978: FM – Die Superwelle (FM)
- 1978: Sgt. Pepper’s Lonely Hearts Club Band
- 1979: Die Chance seines Lebens (Fast Break)
- 1979: The Rose
- 1983: Unheimliche Schattenlichter (Twilight Zone: The Movie)
- 1983: Get Crazy
- 1984: Crackers – Fünf Gauner machen Bruch (Crackers)
- 1984: Agentin mit Herz (Scarecrow and Mrs. King, Fernsehserie, Folge 1x18)
- 1984: Johnny G. – Gangster wider Willen (Johnny Dangerously)
- 1985: Heiße Ferien (Hot Resort)
- 1985: Pale Rider – Der namenlose Reiter (Pale Rider)
- 1985: Schuldlos hinter Gittern (Crime of Innocence, Fernsehfilm)
- 1987: Max Headroom (Fernsehserie, Folge 1x02)
- 1987: Dallas (Fernsehserie, Folge 11x11 Liebhaber und andere Lügner)
- 1988: Heathers
- 1989: Loverboy – Liebe auf Bestellung (Loverboy)
- 1989: Zurück in die Zukunft II (Back to the Future Part II)
- 1990: Zurück in die Zukunft III (Back to the Future Part III)
- 1991: For the Boys – Tage des Ruhms, Tage der Liebe (For the Boys)
- 1991: California High School (Saved by the Bell, Fernsehserie, Folge 3x22)
- 2000: Diagnose: Mord (Diagnosis: Murder, Fernsehserie, Folge 7x21)
- 2000: 2002 – Durchgeknallt im All (2001: A Space Travesty)
- 2001: To Protect and Serve
- 2001: Max Keebles großer Plan (Max Keeble’s Big Move)
- 2005: Angels with Angles
- 2005: Slapdash
- 2006: Flying Saucer Rock 'N' Roll
- 2006: Car Babes
- 2007: Hats Off
- 2009: Night Fliers
- 2009: Corked
- 2010: The Stranger in Us
- 2012: Dam California
- 2012–2013: The Rocket Family Chronicles (Fernsehserie, 5 Folgen)
- 2013: Torn
- 2014: Witches Blood
- 2017: The Boat Builder
- 2019: American Brothers
- 2021: The Eden Theory

## Theater (Auswahl)
- 1998: Tallulah (Hollywood)
- 2004: Tony Kushner’s The Illusion (Cinnabar Theater)
- 2005: Mellisa Gibson’s „[sic]“ (6th St. Playhouse/Sonoma Actor’s Theatre)
- 2005: Wm. Shakespeare’s „12th Night“
- 2006: Tease-O-Rama Baggy Trouser Blackout Comedy, at Bimbo’s 365 Club
- 2006: Just For Laughs (SF Fringe Festival)
- 2007: Just For Laughs (fundraiser establishing a Theater Department Scholarship at OSU)